# Дарницьке лісництво

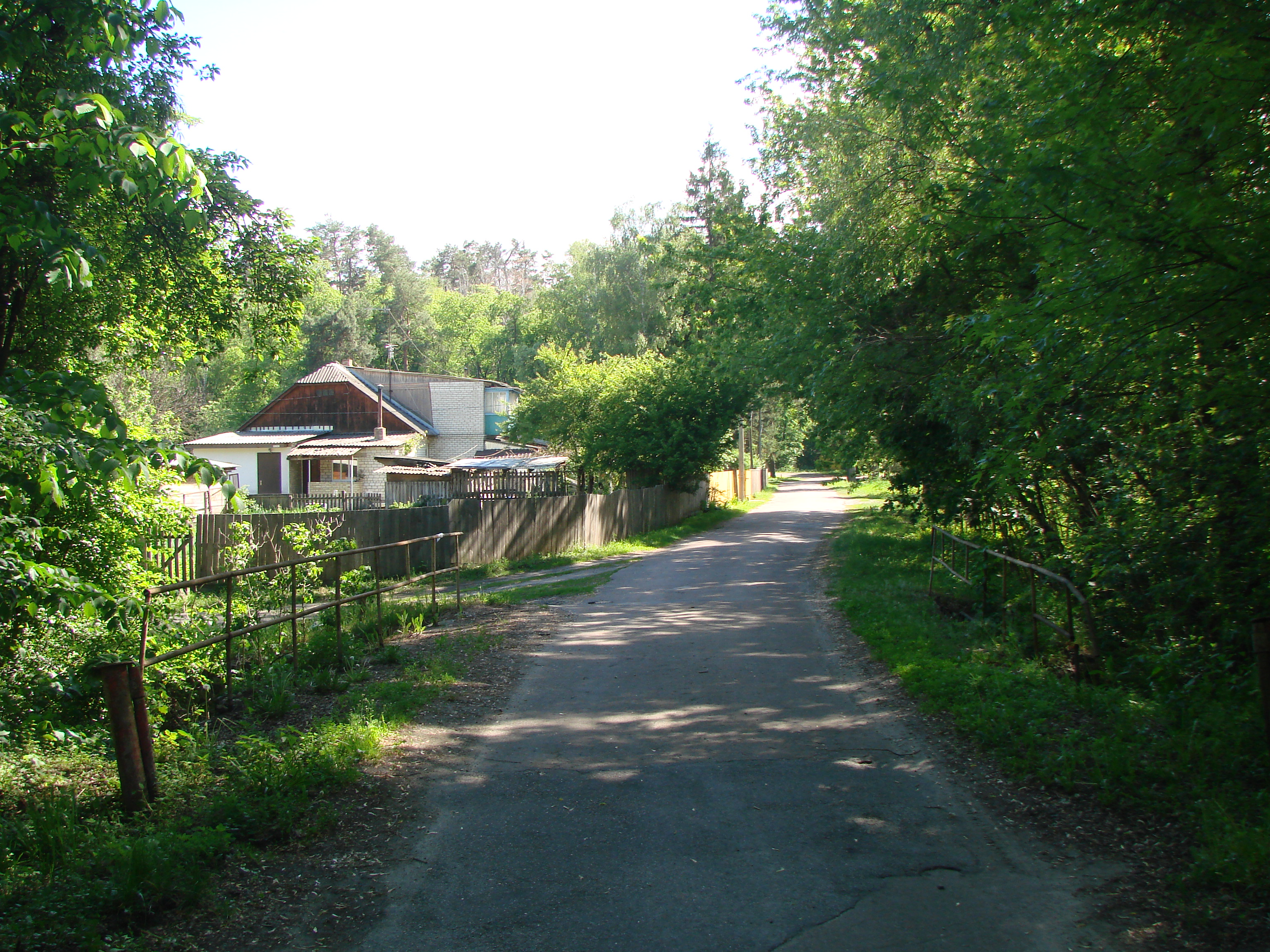
Селище Дарницького лісництва

Дарницьке лісництво — історична місцевість Києва, селище при лісництві та лісництво за 4 км на схід від Бортничів.

## Історія
Хутір Тростянецький виник за 4 км на схід від Бортничів як власність Микільського монастиря в середині XVIII столітті, на берегах невеликої лісової річки Демидівка. Одна з перших згадок про хутір «Тростянці» міститься в генеральному описі Лівобережної України 1765—1769 років.
Як хутір Тростянець згаданий 1781 року в «Описах Київського намісництва», тут було 3 хати й пасіка. В «Описі рік, озер, боліт та гір Київського намісництва» 1785 року згадується і річка — «…Тростянец. Вершину имеет также в бору. Ширина оной — 3 сажени, глубина — один аршин».
1786 року хутір унаслідок секуляризаційної реформи вилучений у казенне володіння.
Із запровадженням у 1840-х роках у Остерському повіті системи відновлення лісових насаджень перетворюється на будинок лісової сторожі і надалі має назву казарма Тростянець (зафіксована на військових топографічних мапах 1850-х, 1868, 1910-х років).
1913 року в хуторі Тростянець було засновано нове Дарницьке лісництво (у межах вже існуючого Микільського (Микільської лісової дачі)), що мало статус
дослідного господарства. Дослідне лісництво очолив талановитий науковець Зіновій Голов'янко, відомий як розробник ефективних методів захисту лісів від комах-шкідників.
На базі лісництва запровадили підготовку лісників та доглядачів, а також ставили досліди з вирощування дикої груші, шовковиці, акації, абрикоси, айви, туї та інших дерев. Дослідне господарство купувало насіння дерев, а також збирало і заготовлювало насіння сосни. Річним планом на 1914, а потім і на 1915 рік, у 58 кварталі лісництва на площі 1500 саженів було передбачено влаштування розсадників для висадки насіння сосни.
Це господарство розпочало діяльність 1913 року. Тож надалі офіційно вживається назва Дарницька дослідна станція. До 1923 року хутір Тростянець і дослідна станція входять до складу Микільсько-Слобідської волості Остерського повіту Чернігівської губернії.
1923 року вона увійшла до складу Броварського району Київської губернії (згодом округи). Була підпорядкована Бортницькій сільській раді.
За даними довідника «Населені місця Київщини. Попередні підсумки перепису 17-го грудня 1926 року», у Дарницький дослідній станції налічувалося 5 дворів, мешкав 21 житель. Окрім того, у лісовій сторожці номер 5 Дарницької дослідної станції — 1 двір, 5 жителів, у метеорологічному відділенні станції — 1 двір, 4 жителі, у лісовій сторожці 2-го кварталу Дарницької дослідної станції — 1 двір, 2 жителі. Тобто, разом у поселенні з прилеглими лісничівками було 8 дворів, мешкало 32 жителі.
Довідник «Список поселень Київської округи» 1926 року позначає поселення як Дарницьке (Тростянецьке) лісництво з 8 дворами та 46 мешканцями.
1934 року при селищі виникло невелике кладовище.
За даними Всесоюзного перепису населення, що відбувся 17 січня 1939 року, у Дарницькому лісництві проживало 146 мешканців, до того ж, багато хто приходив на роботу із Бортничів та Малої Олександрівки, частина робітників приїздила з Борисполя. До Другої світової війни на хуторі були: контора лісництва, клуб, лазня, кузня та смолоскипидарний завод. Існувало 7–8 житлових будинків, кожен розрахований на кілька родин.
Безпосередньо на самому хуторі Тростянець Дарницького лісництва під час Другої світової війни постійно мешкало не більше 50 мешканців. Уся забудова
була дерев'яною. У жовтні 1943 року нацистські війська, відступаючи з Києва, спалили всі громадські та житлові будівлі лісництва. Дивом уціліла лише одна
хата під солом'яною стріхою, але і її розібрали вже по війні. Мешканців лісництва німці перед знищенням селища вивели у ліс, де вони за декілька днів дочекалися приходу радянських військ.
У 1950-х роках лісництво і ліси навколо увійшли до складу Дарницького району Києва й були підпорядковані міському Управлінню зеленої зони. Історична назва хутора збереглася в розташованій неподалік зоні відпочинку «Тростянець».
Дарницьке лісництво забудоване одноповерховими дерев'яними будинками (деякі обкладено цеглою) на 2–3 родини. Кількість житлових будинків — близько 10, мешканців — 72 (на 2017 рік). Також на території розташовано будинок адміністрації лісництва та різні допоміжні споруди (зокрема з обробки деревини). Є одним з 5 лісництв, що входять до складу КП «Дарницьке лісопаркове господарство». Загальна площа угідь лісництва — 2849 га.